# Мерфи, Пол
Пол Мерфи (род. 13 апреля 1983) — ирландский политик-троцкист, член Европарламента в 2011-2014 годах и Дойл Эрян с 2014 года, представлял Социалистическую партию Ирландии, «Солидарность» и движение RISE. 

## Биография
Учился в Дублинском педагогическом институте и на юридическом факультете Университетского колледжа Дублина, работал над диссертацией «Существует ли социалистическое право?». В ирландской Соцпартии состоит с 2001 года, вошёл в её Национальный исполнительный комитет в 2010 года. Сменил в Европарламенте избранного в 2009 году Джо Хиггинса (политическим советником которого ранее работал), который прошёл в парламент Ирландии в результате выборов 2011 года. 
Активно участвует в кампаниях солидарности с левыми и народными движениями вне ЕС. В 2011 году он принял участие во второй «Флотилии свободы», направленной на прорыв установленной Израилем блокады сектора Газа. Он освещал подавление властями Казахстана протестов в Жанаозене, получая информацию от товарищей по Комитету за рабочий интернационал (КРИ) — Социалистического сопротивления Казахстана. В июне 2013 года Мерфи был среди протестующих на площади Таксим в Стамбуле.
В 2014 году потерял кресло евродепутата на выборах в Европарламент, однако был избран на довыборах в Дойл Эрэн. Переизбран на парламентских выборах 2016 года от левого антикапиталистического «Альянса против жёсткой экономии — Люди важнее прибыли» (ныне «Солидарность — Люди важнее прибыли»), в который входит Социалистическая партия. В 2015 году был арестован и подвергался судебному преследованию за организацию в рамках кампании против тарифов на воду протеста в Джобстауне против вице-премьера Джоан Бертон, однако в 2017 году суд признал его и пятерых других обвиняемых членов «Солидарности» невиновными по всем пунктам обвинения.

## Личная жизнь
Женат на Джесс Спир — активистке секции Комитета за рабочий интернационал (а затем Интернациональной социалистической альтернативы) в США, «Социалистической Альтернативы».